# Antoon Sanders
Antoon Sanders (Anvers (Marquesat d'Anvers), 15 de setembre de 1586 – Affligem (ducat de Brabant), 16 de gener de 1664) era un canonge, historiador, filòsof i teòleg. Com solia fer-se a la seva època, va llatinitzar el seu nom en Antonius Sanderus, nom amb el qual és més conegut.
Va néixer a una família gantenca amb arrels al país d'Aalst. El seu pare, Lieven Sanders era metge i eixia d'una família força opulenta que va casar-se amb Maria de Keyzer. Quan Antoon va néixer, la família havia fugit a Anvers per a evitar l'ambient revolucionari de Gant. Aviat van tornar a Gant. Més tard, Antoon sempre va considerar-se com gantenc en signar les seves obres amb «Antonius Sanderus Gandavensis» (Gandavensis és llatí per a gantenc).
Va estudiar a Oudenaarde, Gant, Douai i Lovaina. Va ser ordenat prevere a Gant el 1612. Va ser rector de les parròquies d'Oosteeklo i de Sleidinge (1615-1618). De 1619 a 1621 va tornar a estudiar a Douai abans de tornar a Gant, on gaudeix la protecció del bisbe Antonius Triest. El 1625 aquest va nomenar-lo canonge al capítol de la col·legiata d'Ieper i que va atorgar-li una prebenda que havia de permetre'l de consagrar-se als seus estudis històrics.
Tot i això, en absentar-se sovint del capítol per a fer les seves recerques – amb els mitjans de comunicació d'aleshores, ja s'entén que la tasca era força àrdua – va haver-hi molt conflictes amb els seus col·legues canonges. De 1646 a 1649 va estar-se a Brussel·les, tornar breument a Ieper i pujat per la persistència dels conflictes, fugir-se a l'abadia d'Affligem, on va morir al 16 de gener de 1664.

## Flandria Illustrata

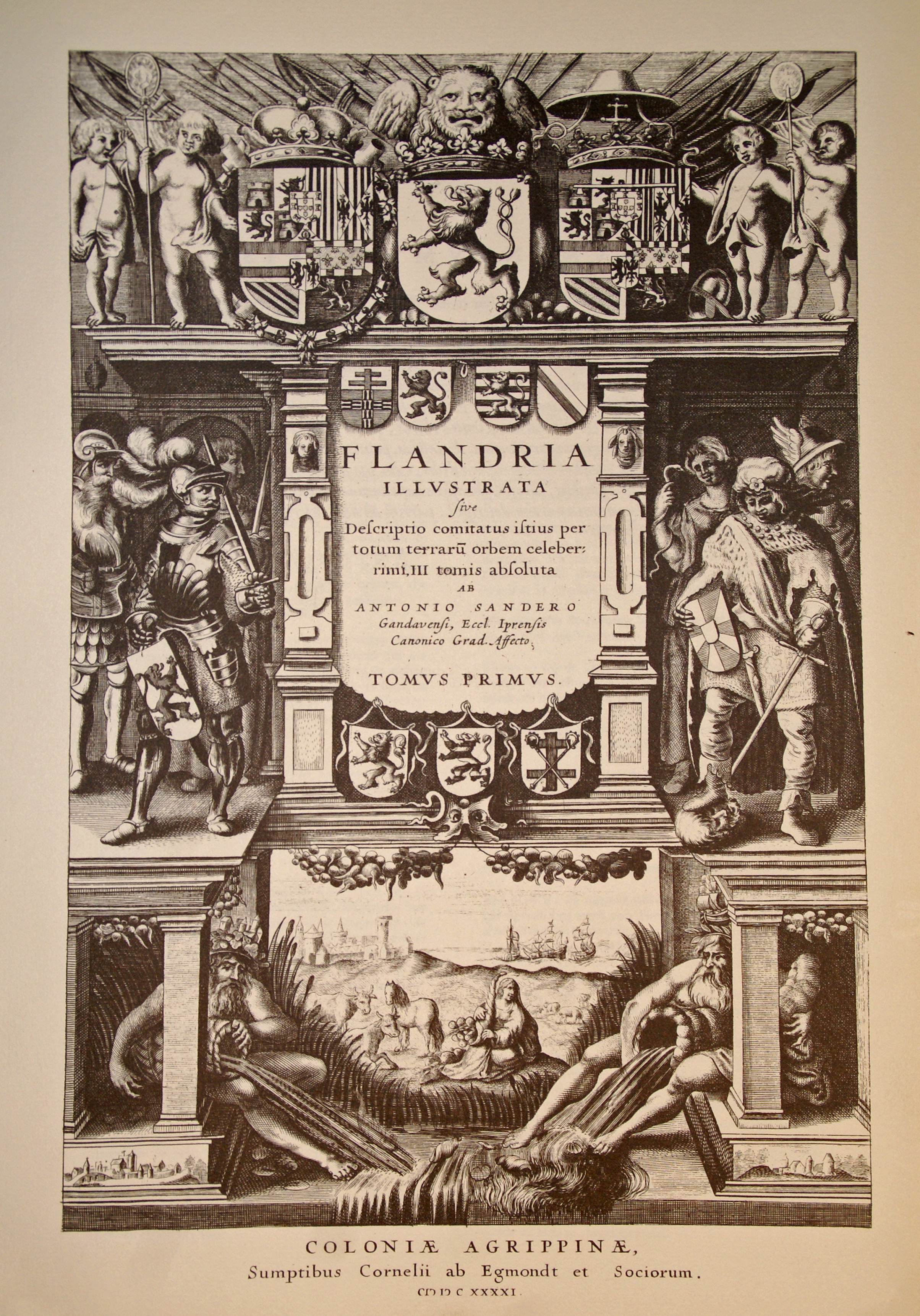
Frontis de la primera edició (1641) de la Flandria Illustrata

La seva obra mestra inacabada és sense dubte la Flandria Illustrata. Sanders va inspirar-se de l'obra de Hendrik Hondius Theatrum sive Hollandiae comitatus et urbium nova descriptio i va voler fer lo mateix pel comtat de Flandes i el ducat de Brabant. Ja el 1634 va signar un contracta amb l'editorial de Hondius.
Va aprofitar la seva xarxa de relacions i totes les abadies per a consultar les biblioteques. Va contractar uns geòmetres i uns dibuixants sense mirar al cost. Als nobles i a les ciutats va demanar el mecenatge. Malgrat tota l'ajuda, ja tenir un deute de 12.000 florins als 1637. Les relacions amb els seus col·laboradors i amb el seu editor Hondius no era gaire tranquil·les. Hi havia molts retards amb els dibuixos, sovint, l'editor va tornar texts per manca de precisió, etc.
Es pot sorprendre que a l'edició no es troba el nom de Hondius. Ja el 16 de febrer de 1641, Hondius va vendre secretament els drets d'autor a l'editorial de Jan i Corneel Blaeu a Amsterdam. Aquells van preferir mencionar una casa editorial, Cornelius ab Egmondt a Colònia (Alemanya), una ciutat ben catòlica, en témer problemes amb la censura catòlica i l'Índex dels Llibres Prohibits, si el llibre hagués sigut publicat a una ciutat al comtat d'Holanda protestant. A l'hora de la publicació, el tom I de la Flandria Illustrata costava 30 florins d'or.
La significació científica de l'obra rau molt més en la qualitat de les imatges, gravades per Hendrik Houdins, i de les mapes que al text, que no és gaire més que la compilació poc original del que altres van escriure abans. Ja al seu vivent, Hondius li reprotxava la seva negligència i V. Fris va escriure el 1913: «el seu valor arqueològic és inestimable i creix tant com el seu valor historiogràfic baixa».

## Obres
- Flandria Illustrata. tom 1.  Colònia (Alemanya): Cornelius ab Egmondt, 1641. &  Flandria Illustrata. tom 2, 1644.
- Icones urbium, villarum, castellorum et coenobiorum Gallo-Flandriae quae tertia pars est Flandriae Illustratae. facsímil.  Handzame: Familia et Patria, 1974., obra inacabada i no publicada, manuscrit conservat a la Koninklijke Bibliotheek van België. L'obra que hauria de ser el tom III de la Flandria Illustrata, tracta Gallo-Flandria, això és la part del comtat de Flandes de parla francesa.
- Hagiologium Flandriae sive de sanctis eius provinciae, 1625).: un recull hagiogràfic dels sants catòlics del comtat de Flandes
- Un elogi de Peter Paul Rubens de 1621
- Bibliotheca belgica manuscripta, 1641-1643., un inventari dels manuscrits de les biblioteques dels Països Baixos,
- Chorographia sacra Brabantiae, 1659.
- Sanderus, Antonius; Van Werden, Jacques. Regiae Domus Belgicae, 1659.